# L'Homme de la tempête
Pour plus de détails, voir Fiche technique et Distribution.
 L'Homme de la tempête (嵐を呼ぶ男, Arashi o yobu otoko), aussi connu sous le titre de Pigalle à Tokyo est un film japonais réalisé par Umetsugu Inoue, sorti en 1957.

## Synopsis
Alors qu’il vient de sortir de prison, Soishi Kokubu veut devenir batteur. Malgré des succès musicaux, il peine à obtenir l’approbation de sa mère qui déteste la musique.

## Fiche technique
- Titre original : 嵐を呼ぶ男 (Arashi o yobu otoko?)[1]
- Titre français : L'Homme de la tempête[2]
- Titre français alternatif : Pigalle à Tokyo[3]
- Titre anglais : Man Who Causes a Storm
- Réalisation : Umetsugu Inoue
- Scénario : Umetsugu Inoue, Dai Oshima
- Photographie : Kazumi Iwasa
- Montage : Akira Suzuki
- Décors : Kimihiko Nakamura
- Musique : Seitarō Ōmori
- Producteur : Eisei Koi (ja)
- Société de production : Nikkatsu
- Pays d'origine :  Japon
- Langue originale : japonais
- Format : couleur - 2,35:1
- Genre : drame
- Durée : 101 minutes
- Dates de sortie :
  - Japon : 29 décembre 1957[4]
  - France : 1er juin 1960[5]

## Distribution
- Yūjirō Ishihara : Kokubun
- Mie Kitahara : Miyako Fukushima
- Izumi Ashikawa : Midori Shima
- Mari Shiraki : Oka
- Masumi Okada : Shinji Fukushima